# Jardin Truillot
Le jardin Truillot est un espace vert du 11e arrondissement de Paris, en France.

## Situation et accès
Le jardin est situé dans le centre du 11e arrondissement de Paris. Il est délimité à l'est par le boulevard Voltaire et à l'ouest par le boulevard Richard-Lenoir. Au nord et au sud, il jouxte des habitations.
Ce site est desservi par les lignes 9 à la station Saint-Ambroise et 5 à la station Richard-Lenoir.

## Caractéristiques
Le jardin prend une forme rectangulaire de 5 600 m2. Il ouvre une vue sur l'église Saint-Ambroise. Il prend la forme d'un jardin partagé.

## Origine du nom
Le jardin Truillot doit son nom à la proximité de l'impasse Truillot. Cette voie porte le nom du propriétaire des terrains sur lesquels elle fut ouverte.

## Historique
Le jardin ouvre ses portes en 2018. 